# NGC 3107
NGC 3107 is een spiraalvormig sterrenstelsel in het sterrenbeeld Leeuw. Het hemelobject werd op 22 maart 1794 ontdekt door de Duits-Britse astronoom William Herschel.

## HD 87300
Vanaf de aarde gezien bevindt het stelsel NGC 3107 zich schijnbaar net ten noordnoordwesten van de ster HD 87300. Amateurastronomen kunnen HD 87300 aanwenden als gidsster om NGC 3107 op te sporen.

## Synoniemen
- UGC 5425
- A 1001+13
- MCG 2-26-22
- ARAK 229
- ZWG 64.48
- KARA 397
- PGC 29209